# Sca Fell

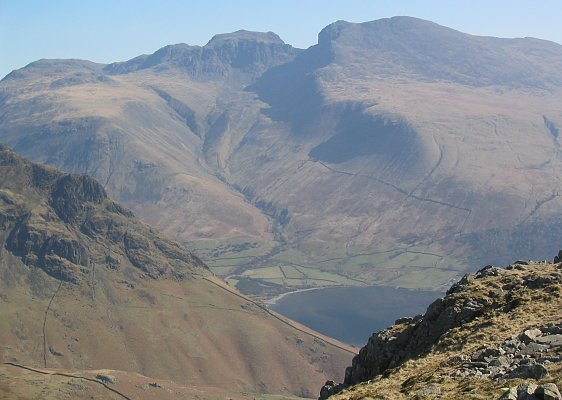
Sca Fell.

El Sca Fell [skɔːfl] (también escrito a menudo Scafell) es la segunda montaña más alta de Inglaterra con 964 metros tras el Scafell Pike del que está separado por el paso de Mickledore. Está situado dentro del parque nacional del Distrito de los Lagos.
- Datos: Q463145
- Multimedia: Sca Fell / Q463145